# Wybuch tlenowy
Wybuch tlenowy (respiratory burst) jest to nagłe uwolnienie reaktywnych form tlenu (anion ponadtlenkowy i nadtlenek wodoru) przez komórkę. Zwykle odnosi się do uwolnienia tych substancji przez komórki układu odpornościowego (neutrofile, monocyty), w momencie kontaktu z różnego rodzaju patogenami. Jest to także zjawisko związane z zapłodnieniem komórki jajowej, ale też może być zaobserwowane w komórkach roślinnych.
Oksydaza NADPH produkuje anion ponadtlenkowy przez przeniesienie elektronów z cytoplazmatycznego NADPH na tlen znajdujący się po wewnętrznej stronie fagolizosomu. Anion ponadtlenkowy spontanicznie łączy się z innymi molekułami produkując wolne rodniki, a także reaguje z tlenkiem azotu tworząc nadtlenoazotyn (ONOO−) zmniejszając pulę wolnego bioreaktywnego NO. Ponadto zarówno anion ponadtlenkowy, jak i nadtlenoazotyn prowadzą do patologii przez peroksydację lipidów i białek. Sugeruje się, że aktywacja oksydazy NADPH jest zależna od kinazy białkowej C (PKC). Większość nadtlenku wodoru wyprodukowanego przez neutrofile konsumowana jest przez mieloperoksydazę. Enzym ten jest głównym składnikiem azurofilnych ziarnostości cytoplazmatycznych neutrofili oraz jest to klasyczna peroksydaza hemowa wykorzystująca nadtlenek wodoru do tworzenia kwasu podchlorawego. HOCl stanowi najbardziej zabójczy znany czynnik antybakteryjny produkowany przez neutrofile. Wiele gatunków bakterii zabijanych jest bezpośrednio przez układ mieloperoksydaza/nadtlenek wodoru/kwas podchlorawy. Celem dla tego systemu są przede wszystkim bakteryjne białka żelazowo-siarkowe, błonowe białka transportujące, systemy generujące ATP oraz miejsca startu replikacji DNA. Brak oksydazy NADPH w organizmie ludzkim uniemożliwia tworzenie reaktywnych form tlenu oraz jest przyczyną przewlekłej choroby ziarniniakowej.

## Mechanizm
Fagocytoza mikroorganizmu przez makrofagi czy neutrofile zwykle kończy się jego śmiercią wewnątrz fagocytu. Te wyspecjalizowane komórki układu odpornościowego posiadają receptory fMet-Leu-Phe (fMLP) należące do rodziny receptorów związanych z białkami G. Pozwalają one komórkom układu odpornościowego na wykrywanie bakterii w otoczeniu przez rozpoznawanie charakterystycznego motywu w bakteryjnych polipeptydach. Wynika to z faktu, że synteza bakteryjnych białek rozpoczyna się od N-formylometioniny, aminokwasu obecnego w komórkach prokariotycznych, którego brak w eukariontach. Bakteryjne polipeptydy łączące się z tym receptorem na powierzchni fagocytów aktywują wewnątrzkomórkową ścieżkę sygnałową, która pozwala komórce układu odpornościowego na ruch zgodny z gradientem ligandu. Ponadto sygnał od receptora fMLP indukuje produkcję antybakteryjnych reaktywnych form tlenu w fagolizosomach. Fagocyty posiadają także receptor C5a, który rozpoznaje mały fragment C5 generowany podczas aktywacji układu dopełniacza. Stymulacja komórki układu odpornościowego fragmentem C5a wyzwala podobną reakcję jak aktywacja receptora fMLP. Ponadtlenki są generowane przez wieloskładnikowy błonowy enzym – oksydazę NADPH, czasem nazywaną oksydazą fagocytów. W niezaktywowanych fagocytach enzym ten jest nieaktywny ponieważ jego elementy nie są w pełni połączone. Jeden z kompleksów – cytochrom b558 jest zlokalizowany z błonach ziarnistości drugorzędowych neutrofili oraz lizosomach makrofagów, natomiast pozostałe komponenty enzymu znajdują się w cytozolu. Aktywacja fagocytów indukuje połączenie kompleksów błonowych z tymi znajdującymi się w cytozolu i utworzenie w pełni funkcjonalnej oksydazy NADPH w błonie pęcherzyka fagolizosomu. Reakcja prowadzona przez oksydazę NADPH skutkuje znacznie zwiększoną konsumpcją tlenu przez komórki układu odpornościowego, który znany jest pod nazwą wybuchu tlenowego. Enzym ten produkuje aniony ponadtlenkowe w świetle fagolizosomu, który następnie przekształcany jest przez dysmutazę ponadtlenkową do nadtlenku wodoru. Kolejne reakcje chemiczne i enzymatyczne generują z nadtlenku wodoru różnego rodzaju toksyczne substancje, np. rodnik hydroksylowy (OH•), podchloryny (OCl−
) czy podbrominy (OBr−
). Na tej drodze specyficzne rozpoznanie białek bakteryjnych przez komórkę lub uprzednie wykrycie przez układ dopełniacza aktywuje skuteczny mechanizm obronny wewnątrz makrofagów oraz neutrofili.

## Przewlekła choroba ziarniniakowa
Pacjenci z przewlekłą chorobą ziarniniakową (chronic granulomatous disease CGD) posiadają genetycznie uwarunkowany brak oksydazy NADPH, co oznacza, że ich komórki układu odpornościowego są niezdolne do produkowania reaktywnych form tlenu charakterystycznych dla wybuchu tlenowego. Są przez to ograniczone możliwości zabijania zfagocytowanych bakterii oraz poradzenia sobie z infekcją. Najbardziej popularną odmianą tej choroby jest forma wywodzącą się z mutacji na chromosomie X. Mutacja ta prowadzi do inaktywacji podjednostki gp91 cytochromu b558. Ludzie posiadający ten defekt genetyczny są niezwykle wrażliwi na wszelkie zakażenia bakteryjne oraz grzybicze, szczególnie w okresie niemowlęcym. Mutacje autosomalne w innych podjednostkach oksydazy NADPH mogą także prowadzić do przewlekłej choroby ziarniniakowej, jednak w formie łagodniejszej i później ujawniającej się.